# Elaphidion albosignatum
Elaphidion albosignatum là một loài bọ cánh cứng trong họ Cerambycidae.